# Lista de modificações do Source
Esta é uma seleta lista de modificações do Source, o motor de jogo desenvolvido pela Valve Corporation e empregado na maioria dos seus jogos, incluindo Half-Life, Team Fortress 2 e Portal, além de licenciamento para terceiros. Esta lista é dividida em modificações para um jogador e multijogadores.

## Modificações para um jogador
- Aperture Tag - Uma modificação baseada em Portal 2 que recria a essência do jogo Tag: The Power of Paint, servindo de inspiração para os vários géis utilizados em Portal 2. Ao invés de uma arma de portais, o jogador resolve enigmas usando uma mistura desses géis que podem ser pulverizados sobre superfícies com uma ferramenta que ele carrega.[1]

- Black Mesa - Uma recriação de Half-Life usando a versão mais avançada do motor Source.

- Coastline to Atmosphere - Um mod situado no universo de Half-Life 2, seguindo Gordon Freeman após os eventos de Half-Life 2.[2]

- Dear Esther - Uma "história de fantasma" experimental criada como um projeto de pesquisa na Universidade de Portsmouth; inicialmente lançado como uma modificação gratuita em 2008, uma versão comercial mais extensa foi desenvolvida e lançada em 2012.

- Eclipse - Uma modificação de ação-aventura com tema de fantasia, ela foi desenvolvida por estudantes do The Guildhall at SMU.

- Flipside - Um jogo de plataforma de rolagem lateral que permite ao jogador "virar" o mundo do jogo para trás, alterando os meios que um jogador pode percorrer um nível.

- Jurassic Life - Uma modificação baseada no primeiro filme do Jurassic Park. O jogo atua como uma história paralela ao filme onde o jogador assume o papel do diretor do parque no jogo, Robert Muldoon.[3]

- Korsakovia - Uma modificação de Half-Life 2. Foi desenvolvido pela The Chinese Room e lançado em 19 de setembro de 2009. Em Korsakovia, o jogador viaja através dos delírios de Christopher, um homem que sofre da Síndrome de Korsakoff. O jogador ouve as vozes de Christopher e um médico enquanto tentam descobrir o que há de errado com Christopher.

- Minerva - Uma modificação episódica baseada no universo de Half-Life 2, usando histórias inspiradas em jogos clássicos como Marathon e System Shock.

- Nightmare House 2 - Uma modificação temática de terror. O mod ganhou os prêmios de Mod do Ano de 2010 pelo ModDB na categoria de Melhor Arte Original,[4] Melhor Mod para Um Jogador[5] e as modalidades de escolha dos jogadores do ano,[6] ficando em segundo lugar nessa última.

- Portal: Prelude - Uma pré-sequência não oficial do jogo Portal, ela se passa em um período anterior à ativação da GLaDOS, quando os cientistas costumavam vigiar as câmaras de teste e instruir os sujeitos do teste.[7]

- Portal Stories: Mel - Uma modificação de Portal 2 na qual o jogador controla Mel, ela era um personagem que a Valve havia originalmente projetado para o modo cooperativo de Portal 2. O mod acontece após eventos de Portal e antes dos eventos do Portal 2.[8]

## Modificações para multijogadores
- Garry's Mod - Um modificação em "mundo aberto" que permite ao jogador manipular objetos usando a física do motor Source. Existe interação tanto para um jogador quanto para multijogador. A versão 13 é comercializada enquanto a versão 9 ainda está disponível no Steam. Garry's Mod recebeu a "Menção Honrosa de Escolha entre os Jogadores" pelo Mod DB em 2006,[9] "Modificação do Ano" em 2005[10] e "Prêmio de Gênero: Puzzle" em 2005.[10]

- GoldenEye: Source - Uma conversão total de Half-Life 2 recriando o clássico original do Nintendo 64, GoldenEye 007. Recebeu o prêmio de "Escolha dos Editores por Reinvenção" do ModDB em 2006,[11] "Terceiro Lugar, Mod do Ano" em 2006,[9] e "Quarto Lugar, Melhores Mods Inéditos" em 2005.[10]

- No More Room in Hell - é uma conversão total inspirada nos filmes de George Romero.[12] Esse jogo de gênero survival horror apresenta uma jogabilidade cooperativa de até oito jogadores e hordas de zumbis não-jogáveis.[13]